# Administração do Território da Capital Federal (Nigéria)
A Administração do Território da Capital Federal (FCTA) é um ministério nigeriano que administra o Território da Capital Federal.
É dirigido por um ministro nomeado pelo presidente, assistido por um Secretário Permanente, que é uma carreira do serviço público.
Em dezembro de 2009, o Ministro da FCT foi Alhaji Mohammed Adamu Aliero assistido pelo Ministro de Estado Julius Chuka Odom e Secretário Executivo Mohammed Sani Alhassan.
A Administração do Território da Capital Federal foi criada pelo presidente Olusegun Obasanjo em 31 de dezembro de 2004 na sequência da demolição do Ministério do Território da Capital Federal (MFCT). Sete secretarias do novo mandato foram criadas para a Educação, Transporte, Agricultura e Desenvolvimento Rural, Saúde e Serviços Humanos, Desenvolvimento Social, Serviços Jurídicos e concelho. Essas secretarias foram dirigidas, por não-funcionários públicos de carreira, na tentativa de reduzir os gargalos administrativos.
Duas agências são administradas pelo FCTA: Abuja Environmental Protection Board, preocupado com coleta de lixo e eliminação e outras questões ambientais, e Abuja Geographical Information System, que fornece uma infra-estrutura de dados informatizada geo-espaciais e de um balcão único para todos os assuntos da terra para a FCT, utilizados para facilitar a aquisição de terrenos, e recolher todas as receitas relacionadas com a terra para a FCT.